# Svenska Akademiens översättarpris
Svenska Akademiens översättarpris är ett svenskt pris, instiftat 1953 av Svenska Akademien, som avser att belöna utmärkta översättningar till svenska språket, huvudsakligen inom skönlitteraturen men även inom de humanistiska vetenskaperna. Prisbeloppet är 60 000 svenska kronor.

## Pristagare
- 1953 – Nils Holmberg
- 1954 – Börje Knös
- 1955 – Elmer Diktonius
- 1956 – Elsa Thulin
- 1957 – Thomas Warburton
- 1958 – Mårten Edlund
- 1959 – Birgitta Hammar
- 1960 – Erik Blomberg
- 1961 – Eva Alexanderson
- 1962 – Gun Bergman
- 1963 – Aida Törnell
- 1964 – Sven Barthel
- 1965 – Peter Hallberg
- 1966 – Erik Mesterton
- 1967 – Allan Bergstrand
- 1968 – Tord Bæckström
- 1969 – Harry Järv
- 1970 – Karin de Laval
- 1971 – Björn Collinder
- 1972 – Karin Alin
- 1973 – C.G. Bjurström
- 1974 – Olov Jonason
- 1975 – Hans Björkegren
- 1976 – Britt G. Hallqvist
- 1977 – Caj Lundgren
- 1978 – Bertil Cavallin
- 1979 – Sonja Bergvall
- 1980 – Lasse Söderberg
- 1981 – Margaretha Holmqvist
- 1982 – Irmgard Pingel-Åberg
- 1983 – Arne Lundgren
- 1984 – Ingvar Björkeson
- 1985 – Ingalisa Munck
- 1986 – Ulrika Wallenström
- 1987 – Staffan Dahl
- 1988 – Cilla Johnson
- 1989 – Jens Nordenhök
- 1990 – Jan Stolpe
- 1991 – Elisabeth Helms
- 1992 – Marianne Sandels
- 1993 – Marianne Eyre
- 1994 – Maria Ortman
- 1995 – Anders Bodegård
- 1996 – Kerstin Hallén
- 1997 – Ulla Roseen
- 1998 – Sture Pyk
- 1999 – Lars W. Freij
- 2000 – Ervin Rosenberg
- 2001 – Anna Gustafsson Chen
- 2002 – Rose-Marie Nielsen
- 2003 – Kjell Johansson
- 2004 – Staffan Holmgren
- 2005 – Hans Berggren
- 2006 – Jeanette Emt
- 2007 – Margareta Zetterström
- 2008 – Inge Knutsson
- 2009 – Ulla Bruncrona
- 2010 – Gunnar D. Hansson och Ildikó Márky
- 2011 – Inger Johansson
- 2012 – Enel Melberg
- 2013 – Madeleine Gustafsson
- 2014 – Kerstin Gustafsson
- 2015 – Marika Gedin
- 2016 – Maria Ekman
- 2017 – Aimée Delblanc
- 2018 – Daniel Gustafsson
- 2019 – John Swedenmark
- 2020 – Ulla Ekblad-Forsgren
- 2022 – Stefan Danerek och Djordje Zarkovic[1]
- 2023 – Jesper Festin och Olov Hyllienmark[2]
- 2024 – Jonathan Morén och Linda Östergaard